# José Fernando Polozzi
José Fernando Polozzi (1 d'octubre de 1955) és un exfutbolista brasiler.

## Selecció del Brasil
Va formar part de l'equip brasiler a la Copa del Món de 1978.